# 999 MUSICAL EXPRESS
『999 MUSICAL EXPRESS』（スリーナインミュージカルエクスプレス）は、日本のレゲエグループFIRE BALLの4枚目のスタジオ・アルバムである。2005年6月8日発売。発売元はEMIミュージック・ジャパン

## 収録曲
1. Intro(1:49)
ナレーション：肝付兼太
2. 999rulaz(3:30)
作詞：FIRE BALL、作曲：FIRE BALL・Sami-T
3. キットヒット～踊るカルマン～(3:41)
作詞・作曲：FIRE BALL
4. 亜熱帯ゾーン(3:29)
作詞・作曲：FIRE BALL
5. Strive～F.B.T.O.K.～(3:20)
作詞・作曲：FIRE BALL・T.O.K.
6. Stop Top Train～もうここにゃ二度と戻らない～(4:19)
作詞・作曲：FIRE BALL・Peter Tosh
7. Walea(4:45)
8. かるくフィクション(3:40)
作詞：H.Lee・S.Hayama、作曲：H.Lee・S.Hayama・Y.Vazquez
9. Make It Fire Burn～炎のワタさんRemix～(3:44)
作詞：FIRE BALL、作曲：FIRE BALL・Guan Chai
10. 戦車(3:19)
作詞：FIRE BALL、作曲：FIRE BALL・JUNGLE ROOTS
11. のりこめ仲間達(2:57)
作詞・作曲：FIRE BALL
12. Entertainment(3:15)
作詞・作曲：FIRE BALL
13. Incredible7+1(5:31)
作詞・作曲：FIRE BALL
14. Naff Respect～Birch Rimix～(1:06)
作詞：FIRE BALL、作曲：FIRE BALL・Sami-T・Mori Syunya
15. With You All The Way
作詞：FIRE BALL、作曲：FIRE BALL・JUNGLE ROOTS
16. Outro
ナレーション：肝付兼太